# Distretto di Nižyn
Il distretto di Nižyn (in ucraino Ніжинський район?) è un distretto nell'oblast' di Černihiv in Ucraina. Il suo centro amministrativo è la città di Nižyn. Ha una popolazione di 215 909 abitanti.
Il 18 luglio 2020, come parte della riforma amministrativa dell'Ucraina, il numero di distretti dell'oblast di Černihiv, è stato ridotto a cinque e l'area del distretto di Nižyn è stata notevolmente ampliata.